# Matthias Wikström
Matthias Wikström (* 28. Januar 1973 in Skellefteå) ist ein ehemaliger deutsch-schwedischer Eishockeyspieler (Stürmer).

## Karriere
Wikström begann seine Karriere bei seinem Heimatverein, dem Skellefteå AIK. Dort spielte er bis 1996, ehe er nach Deutschland wechselte, wo er zunächst zwei Spielzeiten beim Grefrather EC in der 1. Liga aufs Eis ging. 1998 wechselte er zum EC Peiting, für den er insgesamt fünf Jahre in der 2. Liga, der Oberliga und der Regionalliga spielte. 2003 suchte Wikström eine neue Herausforderung und entschied sich zu einem Wechsel zu den Moskitos Essen, die er als Kapitän und Topscorer zum Aufstieg in die 2. Bundesliga führte. Zur Saison 2004/05 wechselte er gemeinsam mit seinen Essener Sturmkollegen Dorian Anneck und Michael Kreitl zum Mitaufsteiger Lausitzer Füchse. Für die Füchse spielte Wikström zwei Jahre in der 2. Bundesliga, ehe er 2006 zum DEL-Absteiger EHC Wolfsburg wechselte. Mit den Wolfsburgern gelang ihm der direkte Wiederaufstieg in die höchste deutsche Spielklasse. Wikström verlängerte seinen Vertrag beim EHC und begann die Saison 2007/08 in der DEL, wo er nach seiner Einbürgerung keine Kontingentstelle besetzte. Doch bereits nach wenigen Spielen bat er um seine Vertragsauflösung und wechselte wieder in die 2. Liga zum SC Riessersee, wo er einen Zweijahresvertrag unterschrieb. 2009 beendete er dort seine Karriere.

## Karrierestatistik
(Legende zur Spielerstatistik: Sp oder GP = absolvierte Spiele; T oder G = erzielte Tore; V oder A = erzielte Assists; Pkt oder Pts = erzielte Scorerpunkte; SM oder PIM = erhaltene Strafminuten; +/− = Plus/Minus-Bilanz; PP = erzielte Überzahltore; SH = erzielte Unterzahltore; GW = erzielte Siegtore; 1 Play-downs/Relegation; Kursiv: Statistik nicht vollständig)